# Oxygène 7-13
Oxygène 7-13 of Oxygene 7-13 is een album uit 1997 van Jean-Michel Jarre, zijn negende reguliere studioalbum. Het is het vervolg op zijn album Oxygène en is opgedragen aan Jarres voormalige mentor, Pierre Schaeffer. Hoewel het album gebruikmaakt van veel van dezelfde synthesizers als Oxygène en de titel een voortzetting suggereert vanaf waar de eerste Oxygène eindigt, hebben veel nummers op Oxygène 7-13 een meer upbeat, trance-achtig karakter. Het album wordt niet zo alom geprezen als de eerste Oxygène, maar is niettemin een behoorlijk succes geworden, met name onder fans. Het werd (bij benadering) twintig jaar na de wereldwijde release van de eerste Oxygène uitgebracht. Oxygène 7-13 werd in december 2016 opgevolgd door het album Oxygène 3. Tevens verscheen Oxygène 3 samen met Oxygène en Oxygène 7-13 in een boxset, Oxygène Trilogy, waarbij Oxygène 7-13 werd hernoemd naar Oxygène 2 en een vernieuwde albumcover kreeg.
De nummers Oxygène 7, Oxygène 8 en Oxygène 10 werden uitgebracht als singles. Van nummers van Oxygène 7-13 zijn verschillende remixen gemaakt, inclusief de remixen waaruit het grootste deel van het remixalbum Odyssey Through O2 (1998) bestaat. De single Toxygene van The Orb was bedoeld als remix voor de single van Oxygène 8, maar werd als zodanig door Jarre afgewezen omdat het nummer Toxygene voor zijn gevoel te veel afweek van het nummer Oxygène 8.

## Tracklist
1. "Oxygène 7" – 11:41
  1. "Part 1" – 4:20
  2. "Part 2" – 3:43
  3. "Part 3" – 3:38
2. "Oxygène 8" – 3:54
3. "Oxygène 9" – 6:13
  1. "Part 1" – 1:53
  2. "Part 2" – 1:56
  3. "Part 3" – 2:24
4. "Oxygène 10" – 4:16
5. "Oxygène 11" – 4:58
6. "Oxygène 12" – 5:40
7. "Oxygène 13" – 4:27

## Instrumentenlijst
- ARP 2600
- EMS VCS 3
- EMS Synthi AKS
- Eminent Unique 310
- Mellotron M400
- Theremin
- Yamaha CS-80
- Quasimidi Raven
- Digisequencer
- Akai MPC-3000
- Clavia Nord Lead
- Roland JV-90
- Kurzweil K2000
- RMI Harmonic Synthesizer
- Korg Prophecy
- Roland TR-808
- Roland DJ-70